# Quechua
Quechua är ett makrospråk som utgörs av 46 olika varianter talade i Peru, Colombia, Ecuador, Chile, Bolivia och Argentina. Quechuatalande diaspora finns också bl.a. i Spanien, Italien och USA (speciellt i Miami och New York).
Språkets eget namn är runa simi (svenska: "folkets tal"). Alternativa namn inkluderar bl.a. kechua, kichua, qheshwa eller quichua. I Colombia heter språket inga.

## Historia och skriftspråk
Språket var Inkarikets officiella språk. Språket spreds av Inkariket då det expanderade och ibland ersatte de lokala språken. Efter Inkariket erövrades av konkvistadorer, användes quechua för att sprida kristendom. Det var också spanjorerna som gav språket namnet "quechua".
De första texterna på quechua var en ordbok och några religiösa text som utgavs av den spanska missionären Domingo de Santo Tomas. Språket skrivs med latinska alfabetet. Bibeln översattes i sin helhet till quechua för första gången år 1986.
Idag är quechua ett officiellt språk i Bolivia, Peru och Ecuador. Språkmyndigheten i Peru är Academia Mayor de la Lengua Quechua och den grundades år 1958.

## Antal talare och status
När alla varianter är inkluderade, uppskattas quechua att ha cirka 8-10 miljoner talare. Detta betyder att det är det mest talade urprungsspråket i hela Amerika. Skillnaderna mellan dess olika varianter är dock stora och talarna av olika varianter kan ha svårigheter att förstå varandra.
Attityderna till språket har varit negativa: inte alla de som kan quechua, identifierar sig som quechuatalare eftersom språket anses att vara primitivt. Under 2000-talet har attityderna blivit mer positiva och folk blir allt villigare att studera språket.

## Fonologi
Fonologin är enligt Cuscos variant.

### Konsonanter
|             |             | Labial | Alveolar | Palatal | Velar | Uvular | Glottal |
| ----------- | ----------- | ------ | -------- | ------- | ----- | ------ | ------- |
| Klusii      | Norm.       | p      | t        | t͡ʃ      | k     | q      | ʔ       |
| Klusii      | Asp.        | pʰ     | tʰ       | t͡ʃʰ     | kʰ    | qʰ     |         |
| Klusii      | Ejek.       | pʼ     | tʼ       | t͡ʃʼ     | kʼ    | qʼ     |         |
| Frikativ    | Frikativ    |        | s        |         | x     |        | h       |
| Nasal       | Nasal       | m      | n        | ɲ       |       |        |         |
| Lateral     | Lateral     |        | l        | ʎ       |       |        |         |
| Tremulant   | Tremulant   |        | r        |         |       |        |         |
| Approximant | Approximant | w      |          | j       |       |        |         |

Källa:

### Vokaler
|        | Främre | Bakre |
| ------ | ------ | ----- |
| Sluten | ɪ      | ʊ     |
| Öppen  | æ      |       |

Källa:

## Lexikon och grammatik
Quechua är agglutinerande. Det finns flera olika suffix för att markera olika grammatiska funktioner. Suffix och deras användning är väldigt regelbundet. Den vanligaste ordföljden är subjekt–objekt–verb.
Räkneorden 1-10 i quechuas sydliga variant:
| 1   | 2     | 3     | 4    | 5      | 6     | 7       | 8     | 9     | 10     |
| --- | ----- | ----- | ---- | ------ | ----- | ------- | ----- | ----- | ------ |
| huk | iskay | kimsa | tawa | pichqa | suqta | qanchis | pusaq | isqun | chunka |